# Galactosomum sanaensis
Galactosomum sanaensis är en plattmaskart. Galactosomum sanaensis ingår i släktet Galactosomum och familjen Heterophyidae. Inga underarter finns listade i Catalogue of Life.